# Bateria de Imbituba
A Bateria de Imbituba localizava-se na ponta de Imbituba, atual cidade de Imbituba, no litoral sul do estado de Santa Catarina, no Brasil.

## História
Fortificação de menor importância, 5 léguas ao norte de Laguna, esta bateria terá sido erguida por iniciativa do então capitão-mor de Laguna, Jerônimo Francisco Coelho, em 1801 (BOITEUX, 1985:121).
Encontrava-se há muito desaparecida já em torno de 1885 (SOUZA, 1885:126). GARRIDO (1940) complementa informando que foi erguida por determinação do governador da Capitania de Santa Catarina, coronel Joaquim Xavier Curado, cuja gestão se iniciou em 8 de dezembro de 1800 (op. cit., p. 145).